# Latindia
Latindia — рід тарганів родини Corydiidae. Включає дев'ять видів. Поширені в Центральній і Південній Америці.

## Види
- Latindia castanea Brunner von Wattenwyl, 1893
- Latindia catharinensis Rocha e Silva, 1971
- Latindia dohrniana Saussure & Zehntner, 1894
- Latindia inca Saussure & Zehntner, 1894
- Latindia maurella Stål, 1860
- Latindia mexicanus Saussure, 1868
- Latindia pectinata Rehn, 1937
- Latindia pusilla Saussure & Zehntner, 1894
- Latindia signata Brunner von Wattenwyl, 1865